# 22707 Джекгранді
22707 Джекгранді (22707 Jackgrundy) — астероїд головного поясу, відкритий 14 вересня 1998 року.
Тіссеранів параметр щодо Юпітера — 3,222.